# 似长体小鳔𬶋
似长体小鳔𬶋（学名：Microphysogobio pseudoelongatus），一种于中华人民共和国广西壮族自治区防城港市防城区大菉镇境内的溪流中发现的淡水鱼，隶属于鲤科小鳔𬶋属。